# Bartolomea Acciaiuoli
Bartolomea Acciaiuoli (o Acciaioli o Acciajuoli; ... – 1396 circa) era la moglie di Teodoro I Paleologo, despota della Morea dal 1385.

Stemma Acciaiuoli

Era la figlia maggiore di Neri I Acciaiuoli, che possedeva grandi proprietà nella Grecia franca. Era famosa per la sua bellezza e il padre la diede in sposa al Despota per suggellare la loro alleanza. Poiché i rapporti tra il padre e il marito si deteriorarono all'inizio del 1390, il padre la diseredò a favore della sorella minore, Francesca, e del fratello illegittimo, Antonio. Barolomea morì senza figli.

## Biografia

### Giovinezza
Bartolomea era la maggiore delle due figlie di Neri I Acciaiuoli e Agnese de' Saraceni, che si sposarono prima del 1381. Neri Acciaiuoli era un rampollo di un'importante casata di banchieri di Firenze. Negli anni '60 del XIII secolo si stabilì nella Grecia franca dove si impadronì di grandi domini, tra cui l'importante città di Corinto. Il padre di Agnese de' Saraceni, Saraceno, era un cittadino veneziano che viveva a Negroponte.
La maggior parte dei particolari sulla vita di Bartolomea è sconosciuta. Lo storico bizantino Laonico Calcondila ha scritto che "si diceva che fosse la più bella di tutte le donne che a quel tempo erano rinomate per la loro bellezza". Era considerata l'erede principale dei vasti domini del padre, poiché non aveva fratelli legittimi.

### Despoina
Neri I Acciaiuoli diede Bartolomea in sposa a Teodoro I Paleologo, despota di Morea, nel 1385. Il matrimonio suggellò l'alleanza del padre e del marito contro la Compagnia navarrese (un gruppo di mercenari che si era insediato nel Peloponneso negli anni '70 del XIII secolo). Prima del matrimonio, Neri promise che Bartolomea avrebbe ereditato Corinto in caso di sua morte. Teodoro I amava la sua bella moglie e lei gli fu sempre fedele, ma il loro matrimonio fu senza figli. I rapporti tra il padre e il marito di Bartolomea divennero tesi dopo che i Navarresi catturarono Neri nel 1389. Lo rilasciarono solo dopo la promessa di convincere Teodoro a cedere Argo ai Veneziani, ma Teodoro I non era disposto ad accettare il consiglio del suocero, sebbene i Veneziani potessero tenere la città di Neri, Megara, fino a quando non avessero ricevuto Argo da Teodoro.
Neri Acciaiuoli stese le sue ultime volontà a Corinto il 17 settembre 1394. In realtà diseredò Bartolomea, perché distribuì le sue proprietà tra la figlia minore, Francesca, il figlio illegittimo, Antonio, e la chiesa di Santa Maria (il Partenone) di Atene. Neri lasciò in eredità a Bartolomea solo il rimborso di 9700 ducati che il marito aveva preso in prestito da lui. Quest'ultima volontà indignò sia Bartolomea che Teodoro I, che decisero di impadronirsi di Corinto dopo la morte del padre, avvenuta il 25 settembre. Non riuscirono a impedire a Francesca di prendere possesso di Corinto, anche se Teodoro I lanciò un attacco contro la città in ottobre. Un'invasione ottomana della Morea costrinse Teodoro I ad abbandonare la campagna militare all'inizio del 1395. Dopo che i Turchi si ritirarono dalla Morea, Bartolomea tese un'imboscata alla sorella tra l'istmo di Corinto e Megara, ma non riuscì a catturare Francesca. Il marito di Francesca, Carlo I Tocco, pensò che non sarebbe stato in grado di mantenere Corinto e vendette la sua pretesa sulla città a Teodoro I nel 1396.
Bartolomea morì intorno al 1396. Il marito le sopravvisse, ma soffrì di una grave depressione fino alla morte, avvenuta nel 1407. Una grande somma di denaro che Bartolomea aveva depositato presso una banca veneziana fu consegnata al cognato, Manuele II Paleologo, nello stesso anno.